# Kristine Andersen
Kristine Andersen (n. 2 aprilie 1976, Aalborg, Danemarca) este  o fostă handbalistă daneză dublă campioană olimpică. Ea a câștigat prima medalie de aur cu echipa Danemarcei la Olimpiada din 1996, de la Atlanta,, iar pe a doua la Olimpiada din 2004, de la Atena.

## Biografie

### Cariera la echipa națională
Kristine Andersen a fost convocată prima dată la naționala daneză pe 20 februarie 1996. În același an, ea a fost selectată în echipa care a reprezentat Danemarca la Olimpiada din 1996, dar a fost singura handbalistă daneză care nu a jucat în niciun meci. Datorită unor accidentări, ea nu a jucat la Olimpiada din 2000, unde țara sa a câștigat o nouă medalie de aur. După Olimpiadă, antrenorul Jan Pytlick a primit sarcina de a reîntineri echipa, iar Andersen a devenit o opțiune importantă. Ea a făcut parte din selecționata daneză care s-a clasat pe locul patru la Campionatul Mondial din 2001 și, de asemenea, din echipa care anul următor a câștigat medalia de aur la Campionatul European găzduit de Danemarca. Kristine Andersen a fost printre cele mai bune marcatoare la acest campionat, cu 42 de goluri marcate, și a fost selecționată în echipa ideală a competiției.
În 2004, Andersen a obținut medalia de aur cu echipa Danemarcei la Olimpiada din 2004. Ea a jucat în 6 meciuri, în care a înscris 16 goluri.

### Cariera de club
Kristine Andersen a început să joace handbal la echipa locală din Sindal, de unde s-a transferat apoi la Ikast. Aici și-a petrecut cea mai mare parte a carierei sportive, cu excepția câtorva ani la clubul german Bayer Leverkusen. Kristine Andersen s-a retras oficial din activitate pe 30 iunie 2005, pentru a se dedica profesiei de coordonator de vânzări, dar a mai jucat câteva meciuri în toamna aceluiași an, când Ikast-Boarding a avut mai multe handbaliste accidentate.
Andersen a revenit în activitatea competițională pe 27 septembrie 2006, când a semnat un contract cu SK Aarhus. În ianuarie 2007, ea și-a încetat colaborarea cu echipa din Aarhus.

## Palmares

### Club
- Campionatul Danemarcei:
  -  Câștigătoare: 1998
  - Medalie de argint: 1999, 2002, 2003
  - Medalie de bronz: 2000, 2001, 2004, 2005

- Trofeul Campionilor EHF:
  -  Câștigătoare: 1998
  - Finalistă: 2002, 2003

- Cupa Cupelor EHF:
  -  Câștigătoare: 2004

- Cupa EHF:
  -  Câștigătoare: 2002

- Cupa orașelor:
  -  Câștigătoare: 1998

### Echipa națională
- Jocurile Olimpice:
  -  Medalie de aur: 1996, 2004

- Campionatul European:
  -  Câștigătoare: 1996, 2002
  -  Medalie de argint: 1998

## Premii individuale
- Coordonatorul de joc al echipei ideale la Campionatul European: 2002